# 青松站
青松站（英語：Ching Chung Stop）是港鐵輕鐵車站。代號120，屬單程車票第3收費區，共有2個月台。車站位於青麟路近青松觀，在青松觀北面，為青松觀及週邊地區居民提供服務。

## 車站結構

### 車站樓層

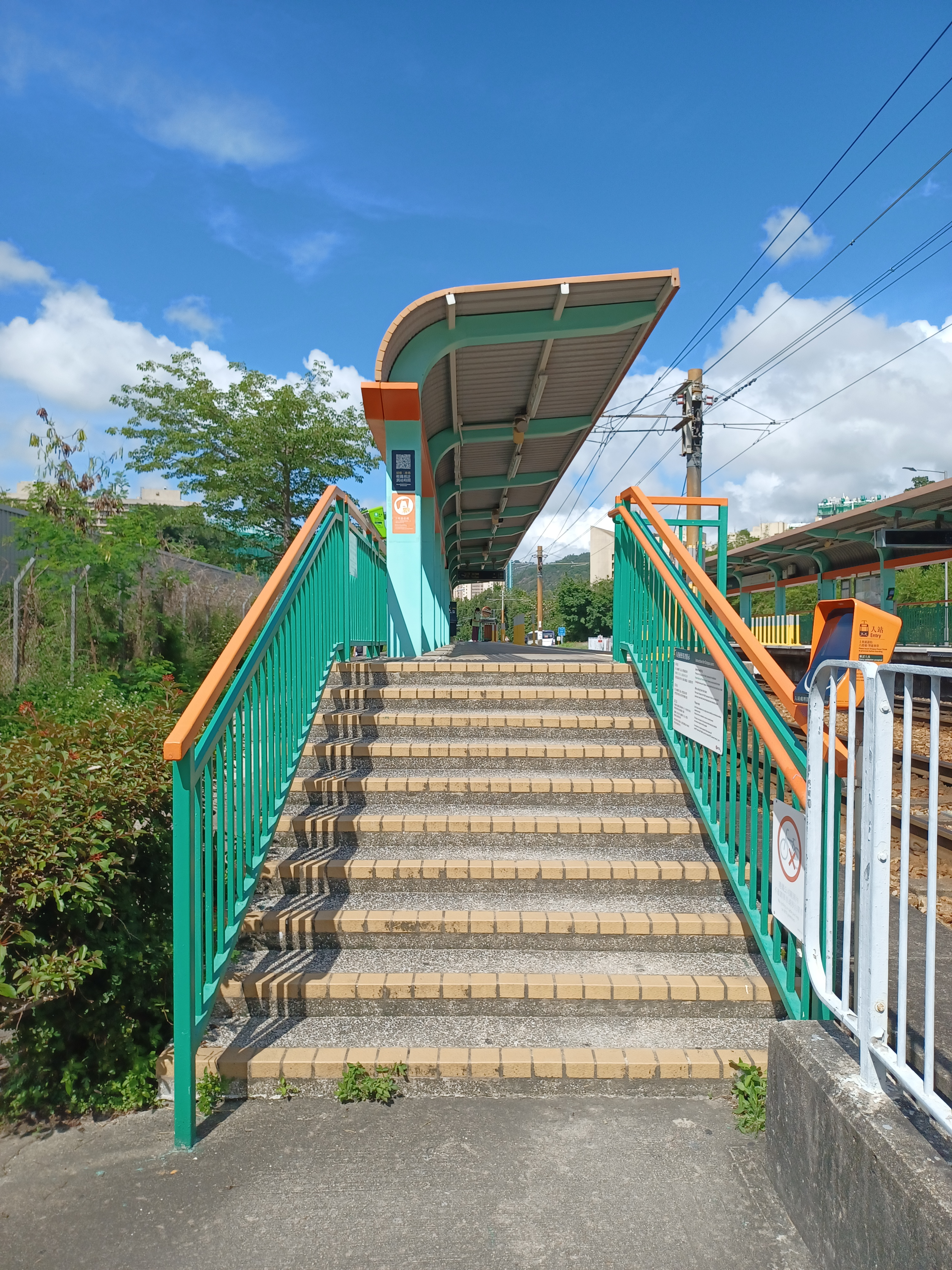
青松站1號月台

| 地面              | 出口 | 青山醫院 |   |  |
| 地面              | 月台 | \| 側式 · 開左邊车门 \| \| \| \| \| \| \| \| 輕鐵505綫往兆康（麒麟） 輕鐵615綫往元朗（兆康） 輕鐵615P綫往兆康（麒麟） \| 1 \| \| \| \| 2 \| 輕鐵505綫往三聖（建生） 輕鐵615綫往屯門碼頭（建生） 輕鐵615P綫往屯門碼頭（建生） \| \| \| \| 側式 · 開左邊车门 \| \| \| \| \| |   |  |
| 地面              | 出口 | 青麟路、青松觀 |   |  |
| 側式 · 開左邊车门 |      | |   |  |
|                   |      | 輕鐵505綫往兆康（麒麟） 輕鐵615綫往元朗（兆康） 輕鐵615P綫往兆康（麒麟） | 1 |  |
|                   | 2    | 輕鐵505綫往三聖（建生） 輕鐵615綫往屯門碼頭（建生） 輕鐵615P綫往屯門碼頭（建生） |   |  |
| 側式 · 開左邊车门 |      | |   |  |

- 青松站1號月台

### 車站周邊
- 青松觀
- 青松仙苑
- 青山醫院
- 新生精神康復會新生農場
- 匡智屯門晨輝學校
- 賽馬會屯門盲人安老院
- 鄰舎輔導會怡逸居
- 東華三院鄺錫坤伉儷中學
- 青麟山莊
- 菁田邨
- 屯門區一簡約公屋（興建中）

## 利用狀況
由於本站距離住宅區較遠，所以在非繁忙時間都鮮見有人在本站上下車，但仍有小量往返青山醫院的人士使用本站。每逢清明節及重陽節期間都會有大量乘客在本站上下車，往青松觀或青松仙苑拜祭先人，屆時505線將全線拖卡行駛，以應付客量。

## 反修例期間被破壞
2019年9月初凌晨2名青年破壞輕鐵青松站的八達通入閘機，有港鐵職員發現並報警。2人早前經審訊後，被裁定刑事損壞罪成，今（2日）在屯門法院接受判刑。裁判官斥被告定罪後才顯露悔意，認為他們心存僥倖，希望在審訊中獲判無罪，悔意來得太遲，又直言他們有計劃犯案，破壞程度比同類案件高，但考慮到他們已賠償，終判2人即時入獄4星期。
兩名被告依次是22歲地盤工人吳兆軒和23歲無業漢霍啟峰。辯方求情指，兩名被告自知不對，明白應用和平理性的方法表達政見和對涉事公司的看法，不可為達到目的而對社會和市民造成不便和傷害，希望法庭給予機會，判兩人社會服務令。
裁判官直言，若非當時有職員亮起輕鐵站月台的燈和發出警告，被告等人「分分鐘打爛晒成個輕鐵站啲嘢」，直言兩人應感到幸運，否則他們會面對更嚴重懲罰。而報告另顯示，被告受網上言論煽動，本身亦說不出港鐵做了甚麼錯事下，不假思索便犯案。

## 外部連結
- 港鐵公司 - 輕鐵及巴士服務 - 輕鐵街道圖 （页面存档备份，存于）
- 港鐵公司 - 輕鐵及巴士服務 - 輕鐵行車時間表 （页面存档备份，存于）